# Hinterhornbach
Hinterhornbach is een gemeente in het district Reutte in de Oostenrijkse deelstaat Tirol.
Hinterhornbach ligt samen met Vorderhornbach in het Hornbachtal, een zijdal van het Lechtal. Hinterhornbach ligt aan de voet van de Hochvogel, een 2592 meter hoge bergtop in de Allgäuer Alpen.

## Geschiedenis
Het dorp werd in 1235 voor het eerst vermeld. Het gebied werd vanuit de Allgäu betrokken, aanvankelijk om te dienen als weidegrond. De aanvankelijk verspreid gelegen boerderijen groepeerden zich, totdat een ware nederzetting ontstond. In een oorkonde uit 1315 dragen de heren van Rettenberg uit Zwaben hoven in Hinterhornbach over aan het klooster te Stams.
Hinterhornbach viel onder het gericht Ehrenberg, in tegenstelling tot Vorderhornbach, dat onder het gericht Aschau viel. In 1538 werd Hinterhornbach een gemeente van het onderste Lechtal. De landbouw in het gebied was echter armoedig, aangezien gewassen onder het heersende klimaat nauwelijks groeiden en het dorp tussen november en januari geen direct zonlicht ontving (en ontvangt). Hierdoor bracht het dorp meer kosten dan baten met zich mee voor het klooster in Stams. Derhalve werd er aanvankelijk nog gestart met het houden van vee in de gemeente. Toen ook dit te weinig geld binnenbracht, stelde het klooster de bewoners van de boerderijen vrij van verdere leveringen van gewassen.
Onder Beierse heerschappij werden Hinter- en Vorderhornbach tot een gemeente verenigd. In 1883 werd Hinterhornbach echter opnieuw een zelfstandige gemeente.
Kerkelijk gezien viel Hinterhornbach aanvankelijk onder de parochie Elbigenalp. In 1515 werd het bij de parochie Elmen gevoegd. Tussen 1761 en 1764 werd de huidige parochiekerk gebouwd. Hinterhornbach werd echter pas in 1891 een zelfstandige parochie.
Bach · Berwang · Biberwier · Bichlbach · Breitenwang · Ehenbichl · Ehrwald · Elbigenalp · Elmen · Forchach · Grän · Gramais · Häselgehr · Heiterwang · Hinterhornbach · Höfen · Holzgau · Jungholz · Kaisers · Lechaschau · Lermoos · Musau · Namlos · Nesselwängle · Pfafflar · Pflach · Pinswang · Reutte · Schattwald · Stanzach · Steeg · Tannheim · Vils · Vorderhornbach · Wängle · Weißenbach am Lech · Zöblen
- Gemeinsame Normdatei: 4089239-6
- Virtual International Authority File: 236821699